# Maryland Bays
Maryland Bays is een voormalig Amerikaanse voetbalclub uit Catonsville, Maryland. De club werd opgericht in 1988 en opgeheven in 1991. De club fuseerde in 1990 met de Washington Stars. De nieuwe club behield de naam Maryland Bays en ging in Columbia, Maryland spelen.

## Erelijst
- American Professional Soccer League
  - Winnaar (1): 1990

## Bekende (oud-)spelers
- Jeff Agoos
- Desmond Armstrong
- Bruce Murray